# Beariz
Beariz és un municipi de la província d'Ourense a Galícia. Pertany a la Comarca do Carballiño.
| 2.226 | 2.744 | 2.653 | 1.460 | 1.404 |
| Fonts: INE i IGE (Els criteris de registre censal variaren i les dades de l'INE i de l'IGE poden no coincidir.) |       |       |       |       |

## Parròquies
- Beariz (Santa María)
- Lebozán (Santa Cruz)
- Xirazga (San Salvador)